# 안동 일성당 고택
안동 일성당 고택(安東 日省堂 古宅)은 경상북도 안동시 풍산읍에 있는 조선시대의 가옥이다. 1984년 1월 14일 대한민국의 국가민속문화재 제178호로 지정되었다.

## 개요
이성계의 역성혁명에 반대하여 풍산으로 내려온 이웅의 후손으로 숙종 때 사람인 이문한이 지은 것으로 추정된다. 집의 이름을 '일성당(日省堂)'이라 한 것은 '외당에 독서실을 만들어 하루하루를 반성한다'는 뜻으로 현판을 달았기 때문이다. 참나무숲이 우거진 뒷동산을 배경으로 비교적 높은 곳에 세워진 'ㅁ'자형 집으로 조선시대 전통 민가의 대표적인 양식을 보여주는 곳이다.
집 구성은 안채와 사랑채가 한몸을 이루고 있다. 안채는 중앙에 안방과 마루가 있고 왼쪽 뒤쪽으로 골방이 있으며, 안방에 접해서 부엌이 있다. 그 앞으로 고방과 외양간이 있고, 마루의 오른쪽에는 2칸의 방이 있다. 사랑부분은 안채부분과 대각을 이루는 방향에 'ㄴ'자형으로 배치되어 있다. 모서리에 개방된 마루를 중심으로 왼쪽에 사랑방 2칸, 마루 뒤로는 마루방을 설치하였다.
집의 골방에서 안방·부엌 위쪽 다락으로 출입하게 한 것과 사랑마루 및 마루방이 보기 힘든 구조를 하고 있어 특징이라고 할 수 있는데 보다 자세한 조사가 필요하다.

## 참고 자료
- 안동 일성당 고택 - 국가유산청 국가유산포털